# Sekisui House
Sekisui House est une entreprise japonaise, premier constructeur japonais spécialisé dans les appartements préfabriqués et les villas familiales. L'entreprise fait partie de l'indice TOPIX 100.

## Historique
L'entreprise a été fondée en 1960.
En 2017, Sekisui House a été victime d'une escroquerie et a perdu 5, 55 milliards de yens à la suite de l'achat d'un terrain à Tokyo à des criminels qui n'en étaient pas les propriétaires, mais qui avaient falsifié des titres de propriété et d'autres documents. Une enquête interne de Sekisui House a mené à la conclusion que le président de la société, Isamu Wada, n'avait pas pris assez de précautions lors de cet achat, et il a démissionné en janvier 2018 de son poste, pour être remplacé par Toshinori Abe, qui, lui aussi, fut mêlé à ces transactions.